# Komárov (kraj zliński)
Komárov – gmina w Czechach, w powiecie Zlin, w kraju zlińskim. Według danych z dnia 1 stycznia 2012 liczyła 332 mieszkańców.
Zobacz też:
- Komárov